# کنوود (اوهایو)
کنوود (به انگلیسی: Kenwood) یک منطقهٔ مسکونی در ایالات متحده آمریکا است که در شهرستان همیلتون، اوهایو واقع شده‌است. کنوود ۶٫۰ کیلومتر مربع مساحت و ۶٬۹۸۱ نفر جمعیت دارد و ۲۴۴ متر بالاتر از سطح دریا واقع شده‌است.